# Nyctodryas parthenomorpha
Nyctodryas parthenomorpha är en fjärilsart som beskrevs av Dyar 1925. Nyctodryas parthenomorpha ingår i släktet Nyctodryas och familjen nattflyn. Inga underarter finns listade i Catalogue of Life.